# Zbigniew Parafianowicz
Zbigniew Parafianowicz (ur. 1979) – polski dziennikarz związany z „Dziennikiem Gazetą Prawną”.

## Życiorys
Ukończył politologię oraz filologię rumuńską na Uniwersytecie im. Adama Mickiewicza w Poznaniu. Pracował w „Życiu”, „Nowym Państwie” oraz „Fakcie”. W 2006 trafił do zespołu nowo powstałego „Dziennika” (po połączeniu w 2009 z „Gazetą Prawną” tytuł ukazuje się jako „Dziennik Gazeta Prawna”). Pracował jako korespondent w Iraku i Afganistanie. Publikuje materiały dotyczące m.in. Europy Wschodniej, państw dawnego ZSRR oraz wojskowości.
Wraz z Michałem Potockim (także dziennikarzem „Dziennika Gazety Prawnej”) napisał dwie książki:
- Wilki żyją poza prawem. Jak Janukowycz przegrał Ukrainę (Wydawnictwo Czarne, Wołowiec 2015, ISBN 978-83-8049-065-9), która w 2016 została nominowana do Nagrody im. Ryszarda Kapuścińskiego za reportaż literacki[1][3],
- Kryształowy fortepian. Zdrady i zwycięstwa Petra Poroszenki (Wydawnictwo Czarne, Wołowiec 2016, ISBN 978-83-8049-379-7).

Samodzielnie napisał również książkę Prywatne armie świata (Wydawnictwo Mando, Kraków 2021, ISBN 978-83-277-1983-6), oraz Polska na wojnie (Wydawnictwo Czerwone i Czarne, 2023, ISBN 978-83-6621-990-8).
W 2017 jego publikacja Tupolewizm na pokładzie embraera trafiła do finału konkursu o Nagrodę im. Dariusza Fikusa organizowanego przez Press Club Polska.
W sierpniu 2017 wraz z Potockim zapoczątkował cykl artykułów nagłaśniających i opisujących działalność tzw. grupy Ładosia.
Wraz z Witoldem Juraszem prowadzi podkast "Raport Międzynarodowy" w portalu Onet. Częsty gość w podkastach "Raport o stanie świata" Dariusza Rosiaka oraz w "Na Dachu Świata" autorstwa Michała Żakowskiego w Radiu 357.